# Gertrud Skomagers
Gertrud Rasmus Skomagers († 1556) war eine dänische Frau, die wegen angeblicher Hexerei angeklagt wurde. Ihr Fall trug dazu bei, das juristische Vorgehen gegen Hexerei in Dänemark zu ändern.
Gertrud Skomagers wurde von Hans Ipsen in Rudkøbing beschuldigt, ihn und sein Vermögen mit Mitteln der Hexerei und Zauberei geschädigt zu haben. 16 Zeugen unterstützten die Anklage, während Skomagers sogar nach Folter auf ihrer Unschuld bestand. Das Gericht erklärte sie für schuldig und verurteilte sie zum Tod auf dem Scheiterhaufen.
Ihr Ehemann beklagte sich ein Jahr später beim König und bekam Recht. Die Zeugen und der Ankläger wurden zur Zahlung einer Entschädigung an Gertruds Familie verurteilt. Dieser Fall trug dazu bei, dass der König 1576 ein neues Gesetz erließ, welches der lokalen Gerichtsbarkeit jegliche Hinrichtung wegen Hexerei verbot, bevor die Sache nicht von einem Richter am Landsting behandelt worden war.